# Volvo FL
Volvo FL — семейство среднетоннажных грузовых автомобилей полной массой от 12 до 18 тонн, выпускаемых компанией Volvo Trucks с 1985 года. До 1998 года семейство включало в себя крупнотоннажные грузовые автомобили полной массой от 19 до 42 тонн, впоследствии их заменили семейством FM.

## История семейства
В 1985 году дебютировал FL6 — первый низкорамный автомобиль для местных грузоперевозок. Оснащён турбонаддувным двигателем Volvo D6A объёмом 5,48 литров, мощностью от 171 до 250 лошадиных сил. Годом позднее Volvo Trucks представил автомобиль FL4 с турбодизельным двигателем TD41 объёмом 3,59 литра, мощностью 112 л. с., снятый с производства в 1989 году. В 1997 году в производство пошёл автомобиль Volvo FLC полной массой до 7,5 тонн, основанный на шасси Volvo FL6, но укомплектованный новым четырёхцилиндровым дизелем Volvo D4A с турбонаддувом (3989 см³, 135 л. с.), пятиступенчатой механической коробкой передач, дисковыми тормозами и задней пневматической подвеской. Современная версия FL производится с 2006 года с кабиной от Renault Midlum.